# Свети грал
Свети грал или Сангрил је свети предмет из мита о краљу Артуру током средњег века, који се спомиње у литератури. Односи се на чашу из које је Исус наводно пио за време Тајне вечере. Постоји веровање, да свети грал има чудотворне моћи.
Грал није специфично само хришћански предмет с обзиром да се могу наћи многе паралеле између те приче и келтских прича о краљу Артуру, као и у келтској митологији.
Робер де Борон око 1190. године у свом делу Јосиф из Ариматеје описује пехар са Последње вечере из које је Исус пио, али и као посуду у коју је Јосиф из Ариматеје ухватио Христову крв током распећа. У овом делу де Борон допуњава своје писање на већ постојеће записе који датирају из предхришћанских келтских култура.
Књижевност, позната под називом британски корпус, комбинује келтску митологију и приче о Артуру са Гралом, пратећи развој хришћанства у Британији и Европи. Прича се да је Јосиф из Ариматеје донео Грал у Гластонбери и да је основао прву хришћанску цркву у Британији.
Део је легенде о краљу Артуру која је објављена крајем 12. века у различитим облицима у средњовековној књижевности. Легенда о гралу је део историје књижевности и мит. Веровање у тај тајанствени свети предмет постоји и данас у неким круговима. Контроверзни роман „Да Винчијев код“ Дена Брауна описује фикцију о Светом гралу.